# Campionato Nazionale Dilettanti 1998-1999
Il Campionato Nazionale Dilettanti 1998-1999 fu la 51ª edizione del campionato di categoria e il V livello del calcio italiano.

## Stagione

### Aggiornamenti
A completamento di organico il Sassuolo è stato ripescato in Serie C2.
Inoltre le seguenti squadre non si iscrivono al campionato:
- Pietrasanta (al suo posto si iscrive il Versilia '98)
- Rotonda

Per far fronte a questa carenza di organico viene ripescato il Rende e, dall'Eccellenza il Renato Curi (che poi, fondendosi con l'Angolana si iscriverà con il nome di Renato Curi Angolana), il Ruggiero di Lauria e l'Acqui.
Avvengono le seguenti fusioni e cambi di denominazione:
l'Iperzola, neoretrocesso dalla Serie C2, si iscrive al campionato con il nome di Felsina San Lazzaro, a seguito di fusione con la prima squadra del Football Club San Lazzaro di Prima Categoria emiliana, e il conseguente spostamento a San Lazzaro di Savena;
il Pegaso Collecchio cambia denominazione in Crociati Parma.

## Squadre partecipanti
Girone A
- Acqui
- Casale
- Corbetta
- Cuneo
- Derthona
- Guanzatese
- Imperia
- Ivrea
- Legnano
- Novese
- Sancolombano
- Sangiustese
- Sant'Angelo
- Sestrese
- Solbiatese
- Valenzana
- Valle d'Aosta
- Verbania

Girone B
- Adriese
- Arzignano
- Atletico Milan[1]
- Casalese
- Crociati Parma
- Fanfulla
- Fidenza
- Legnago
- Mariano
- Meda
- Monselice
- Montecchio
- Oggiono
- Ponte San Pietro
- Porto Viro
- Reggiolo
- Rovigo
- Trevigliese

Girone C
- Arco
- Bagnolese
- Bassano Virtus
- Caerano
- Itala San Marco
- Martellago
- Montichiari
- Ospitaletto
- Pievigina
- Pordenone
- Portogruaro
- Romanese
- Rovereto
- Santa Lucia
- Sanvitese
- Settaurense
- Südtirol-Alto Adige
- Thiene-Valdagno

Girone D
- Felsina San Lazzaro
- Forlì
- Imolese
- Jesi
- Lucrezia
- Monturanese
- Mosciano
- Riccione
- Russi
- Sambenedettese
- San Marino
- Santarcangiolese
- Santegidiese
- Tolentino
- Urbania
- Vigor Senigallia
- Virtus Castelfranco
- Virtus Pavullese

Girone E
- Aglianese
- Sestese
- Castelfiorentino
- Città di Castello
- Colligiana
- Ellera
- Foligno
- Guidonia
- Larcianese
- Narnese
- Orvietana
- Poggibonsi
- Rieti
- Rondinella Impruneta
- Sangimignano
- Sangiovannese
- Sansepolcro
- Tivoli

Girone F
- Arzachena
- Atletico Elmas
- Camaiore
- Cascina
- Castelnuovo
- Castelsardo
- Civitavecchia
- Fregene
- Grosseto
- Ladispoli
- Latina
- Massese
- Olbia
- Ponsacco
- Santa Teresa Gallura
- Selargius
- Venturina
- Versilia 98

Girone G
- Anagni
- Barletta
- Bisceglie
- Campobasso
- Ceccano
- Cerignola
- Isernia
- Isola Liri
- Sezze Setina
- Lanciano
- Luco dei Marsi
- Melfi
- Ortona
- Potenza
- Pro Cisterna
- Real Piedimonte
- R.C. Angolana
- Terracina

Girone H
- Altamura
- Taranto
- Cirò Krimisa
- Corigliano Schiavonea
- Fasano
- Pro Italia Galatina
- Locri
- Martina
- Noicattaro
- Vibonese
- Policoro
- Rende
- Rossanese
- Ruggiero di Lauria
- Rutigliano
- Silana
- Toma Maglie
- Vigor Lamezia

Girone I
- Agrigento
- Casertana
- Igea Virtus
- Internapoli
- Mazara
- Milazzo
- Nuovo Terzigno
- Palmese
- Pro Ebolitana
- Puteolana
- Ragusa
- Sancataldese
- Sant'Anastasia
- Sciacca
- Siracusa
- Sorrento
- Viribus Unitis
- Vittoria

## Poule scudetto
Lo Scudetto Dilettanti viene assegnato dopo un torneo fra le vincitrici dei 9 gironi. Vengono divise in 3 triangolari le cui vincitrici, più la migliore seconda, accedono alle semifinali.

### Turno preliminare

#### Triangolare 1
|  | Pos. | Squadra              | Pt | G | V | N | P | GF | GS | DR |
|  | ---- | -------------------- | -- | - | - | - | - | -- | -- | -- |
|  | 1.   | Rondinella Impruneta | 4  | 2 | 1 | 1 | 0 | 2  | 1  | +1 |
|  | 2.   | Castelnuovo          | 2  | 2 | 0 | 2 | 0 | 0  | 0  | 0  |
|  | 3.   | Imperia              | 1  | 2 | 0 | 1 | 1 | 1  | 2  | -1 |

Legenda:
      Promossa al turno successivo.
Regolamento:
Tre punti a vittoria, uno a pareggio, zero a sconfitta.
|                      | Risultati |                      | Luogo e data      |
| -------------------- | --------- | -------------------- | ----------------- |
| Imperia              | 0- 0      | Castelnuovo          | ?, 23 maggio 1999 |
| Rondinella Impruneta | 2-1       | Imperia              | ?, 26 maggio 1999 |
| Castelnuovo          | 0-0       | Rondinella Impruneta | ?, 30 maggio 1999 |
|                      |           |                      |                   |

#### Triangolare 2
|  | Pos. | Squadra     | Pt | G | V | N | P | GF | GS | DR |
|  | ---- | ----------- | -- | - | - | - | - | -- | -- | -- |
|  | 1.   | Meda        | 6  | 2 | 2 | 0 | 0 | 6  | 1  | +5 |
|  | 2.   | Imolese     | 1  | 2 | 0 | 1 | 1 | 1  | 3  | -2 |
|  | 3.   | Montichiari | 1  | 2 | 0 | 1 | 1 | 2  | 5  | -3 |

Legenda:
      Promossa al turno successivo.
Regolamento:
Tre punti a vittoria, uno a pareggio, zero a sconfitta.
|             | Risultati |             | Luogo e data      |
| ----------- | --------- | ----------- | ----------------- |
| Meda        | 2-0       | Imolese     | ?, 23 maggio 1999 |
| Imolese     | 1-1       | Montichiari | ?, 26 maggio 1999 |
| Montichiari | 1-4       | Meda        | ?, 30 maggio 1999 |
|             |           |             |                   |

#### Triangolare 3
|  | Pos. | Squadra        | Pt | G | V | N | P | GF | GS | DR |
|  | ---- | -------------- | -- | - | - | - | - | -- | -- | -- |
|  | 1.   | Lanciano       | 4  | 2 | 1 | 1 | 0 | 4  | 3  | +1 |
|  | 2.   | Sant'Anastasia | 3  | 2 | 1 | 0 | 1 | 6  | 4  | +2 |
|  | 3.   | Fasano         | 1  | 2 | 0 | 1 | 1 | 4  | 7  | -3 |

Legenda:
      Promossa al turno successivo.
Regolamento:
Tre punti a vittoria, uno a pareggio, zero a sconfitta.
Note:
Sant'Anastasia qualificata al turno successivo come miglior seconda dei tre gironi.
|                | Risultati |                | Luogo e data             |
| -------------- | --------- | -------------- | ------------------------ |
| Fasano         | 2-2       | Lanciano       | ?, 17 maggio 1999        |
| Sant'Anastasia | 5-2       | Fasano         | ?, 26 maggio 1999        |
| Lanciano       | 2-1       | Sant'Anastasia | Lanciano, 30 maggio 1999 |
|                |           |                |                          |

### Semifinali
|                      | Risultati |                      | Luogo e data                  |
| -------------------- | --------- | -------------------- | ----------------------------- |
| Sant'Anastasia       | 0-1       | Lanciano             | Sant'Anastasia, 6 giugno 1999 |
| Lanciano             | 4-1       | Sant'Anastasia       | Ortona, 13 giugno 1999        |
|                      |           |                      |                               |
| Rondinella Impruneta | 2-1       | Meda                 | ?, 5 giugno 1999              |
| Meda                 | 2-0       | Rondinella Impruneta | ?, 12 giugno 1999             |
|                      |           |                      |                               |

### Finali
|          | Risultati |          | Luogo e data            |
| -------- | --------- | -------- | ----------------------- |
| Meda     | 0-1       | Lanciano | ?, 20 giugno 1999       |
| Lanciano | 0-0       | Meda     | Ortona , 27 giugno 1999 |
|          |           |          |                         |